# Eila Pennanen
Säde Eila Talvikki Pennanen, née le 8 février 1916, à Tampere  et morte le 23 janvier 1994, à Tampere, est une femme de lettres finlandaise, romancière, critique littéraire, essayiste et traductrice. Critique littéraire pendant 40 ans, elle a publié une vingtaine de romans et un certain nombre de nouvelles et traduit une centaine d'ouvrages.

## Biographie
Eila Pennanen effectue ses études à l'université d'Helsinki, dont elle sort, diplômée, en 1940. Elle travaille comme archiviste, rédactrice publicitaire puis devient secrétaire de rédaction, journaliste et critique littéraire dans une revue finlandaise, Parnasso, en 1952. Elle s'y familiarise avec les nouvelles tendances de la littérature européenne.
En 1957, elle quitte cette revue pour s'installer comme écrivain indépendant, critique et traducteur. Elle devient de fait une figure centrale de la critique littéraire finlandaise. Sa carrière en tant que critique se prolonge jusqu'aux années 1990. Elle s'impose également comme une traductrice prolifique. Elle ne se limite pas à son propre travail de traduction, mais enseigne également la traduction littéraire à l'université de Helsinki et dans divers séminaires, et aide de jeunes traducteurs à se lancer (telle Kersti Juva).

## Œuvre
Son premier roman est publié en 1942. Il s'agit de Ennen sotaa oli nuoruus, en français La jeunesse fut avant-guerre, consacré à la jeunesse des années 1930, à l'adolescence, aux relations amoureuses. Elle produit également dans les années 1950 des recueils de nouvelles, ainsi que deux romans historiques, Pyhä Birgitta (Sainte Brigitte) en 1954, et Valon lapset (Les enfants de la lumière, sur les quakers anglais au XVIIe siècle) en 1958. Dans les années 1970 et 1980, ses romans évoquent la montée de la classe ouvrière et la classe moyenne du début de siècle en Finlande, et les vicissitudes de sa famille à Tampere,.
Sa première traduction est consacrée à une œuvre d'Edith Unnerstad, en 1950. Durand quatre décennies, elle effectue des traductions dans des registres littéraires très différents : Jane Austen, George Orwell, Tove Jansson, J. R. R. Tolkien, entre autres.

### Ouvrages
- Ennen sotaa oli nuoruus (1942)
- Kaadetut pihlajat (1944)
- Proomu lähtee yöllä (1945)
- Pilvet vyöryvät (1947)
- Leda ja joutsen (1948)
- Kattoparveke (1950)
- Tornitalo (1952)
- Pyhä Birgitta (1954)
- Tunnussana ystävyys (1956)
- Pasianssi (1957)
- Valon lapset (1958)
- Kylmät kasvot (1960)
- Kaksin (1961)
- Mutta (1963)
- Tunnustelua (1965)
- Mongolit (r1966)
- Tilapää (1968)
- Pientä rakkautta (1969)
- Aurinkomatka (1970)
- Kiitos harhaluuloista (1970)
- Himmun rakkaudet (1971)
- Kultaiset leijonankäpälät (1971)
- Koreuden tähden (1972)
- Ruusuköynnös (1973)
- Naisen kunnia (1975)
- Kapakoitten maa (1977)
- Äiti ja poika (1977)
- Mies ja hänen kolme vaimoaan (1978)
- Äiti ja poika ja muita kuunnelmia (1979)
- Lapsuuden lupaus (1979)
- Se pieni ääni (1980)
- Naivistit (1982)
- Santalahden aika (1986)
- Kulmatalon perhe (1988)
- Luettuja, läheistä (1990)
- Tyttölapsi (1992)

## Récompenses
Elle a reçu notamment :
- en 1945, le prix Prix Kalevi Jäntti,
- en 1954, le Prix littéraire de la ville de Tampere,
- en 1962 et 1971, le Prix Mikael Agricola,
- en 1965, le prix Aleksis Kivi,
- en 1968, la médaille Pro Finlandia,
- en 1969, la médaille Kiitos kirjasta,
- en 1971, le Prix de la pièce radiophonique pour les aveugles
- en 1974 et 1990,le prix  Väinö Linna.
- en 1946, le Prix national de littérature.